# La dama del abanico
La dama del abanico es un cuadro de Diego Velázquez (1599 – 1660), pintado hacia 1635. Se expone en el museo de la Colección Wallace de Londres.

## Historia y características de la obra
Nada parece saberse sobre la procedencia de la obra antes de comienzos del siglo XIX, cuando se documenta en la colección de Lucien Bonaparte, puesta en venta en Londres en 1815. El retrato fue adquirido por Alejandro María Aguado, marqués de las Marismas y volvió a salir a la venta en París en 1843, siendo adquirido por James Mayer de Rothschild. En 1872 pasó a propiedad de Richard Wallace, integrándose en su colección de Hertford House en Manchester Square (Londres), la cual fue legada por su viuda al Estado en 1897 y se abrió como museo (Colección Wallace) en 1900.
Se desconoce con certeza la identidad de la mujer que protagoniza el lienzo, sobre la que los expertos discrepan. Para Lafuente Ferrari y otros podría ser Francisca Velázquez, hija del pintor, posibilidad descartada por José López-Rey. En 2006 un estudio de la restauradora británica Zahira Veliz Bomford  propuso identificarla con Marie Aimée de Rohan, duquesa de Chevreuse, la aristócrata francesa célebre por sus intrigas políticas que en 1637 llegó a España buscando refugio en la corte de Felipe IV, de donde partió en dirección a Londres solo unos meses después. Por una carta fechada en enero de 1638 se sabe que Velázquez retrató en ese tiempo a la duquesa, «que en todo se porta con mucha modestia, y Diego Velázquez la está ahora retratando con el aire y traje francés».

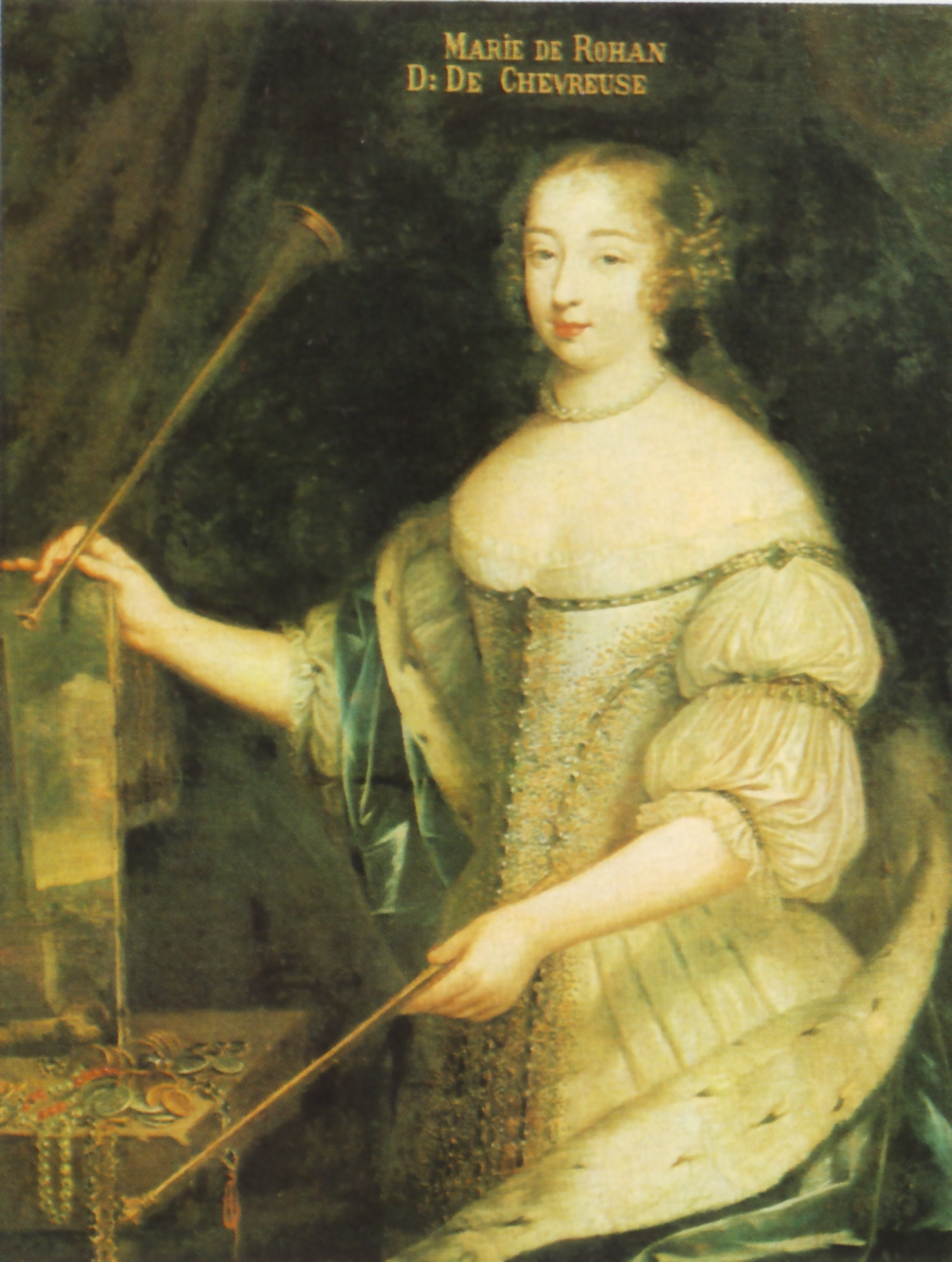
Retrato de Marie Aimée de Rohan, duquesa de Chevreuse. La identificación de la dama del abanico con la duquesa de Chevreuse se ha discutido a la vista de los retratos indiscutidos de esta.

El escote que luce la dama ha sorprendido a algunos críticos y se ha afirmado que se trataría de uno de los retratos más atrevidos y sensuales pintados por Velázquez, aunque la retratada vaya tocada con un amplio velo negro que envuelve los hombros, guantes blancos y un rosario de oro en la mano izquierda. La sensualidad de ese escote contrastaría con los usos recatados en el vestir de las damas españolas, aduciéndose que se opone a la modestia exigida por la moral y las leyes contra el lujo y los excesos en el vestir dictadas por Felipe IV. 
José López-Rey opuso a esta interpretación que el primer decreto por el que se prohibía a las mujeres españolas emplear vestidos considerados indecentes —guardainfantes, enaguas y escotes— es de 1639 y su eficacia puede ponerse en duda teniendo en cuenta que hubo de ser refrendado en 1649 y 1657. Para Jonathan Brown, que atribuye el escotado a la moda francesa introducida en Madrid por la duquesa y recuerda la prohibición de 1639, tomándola como fecha límite para la ejecución del retrato, el «aire de velada sensualidad» queda contrarrestado por la «casta intención» que revelan el rosario y la medalla religiosa que cuelga del lazo azul, de modo que «la belleza y la piedad se unen así directamente en este retrato magistral».

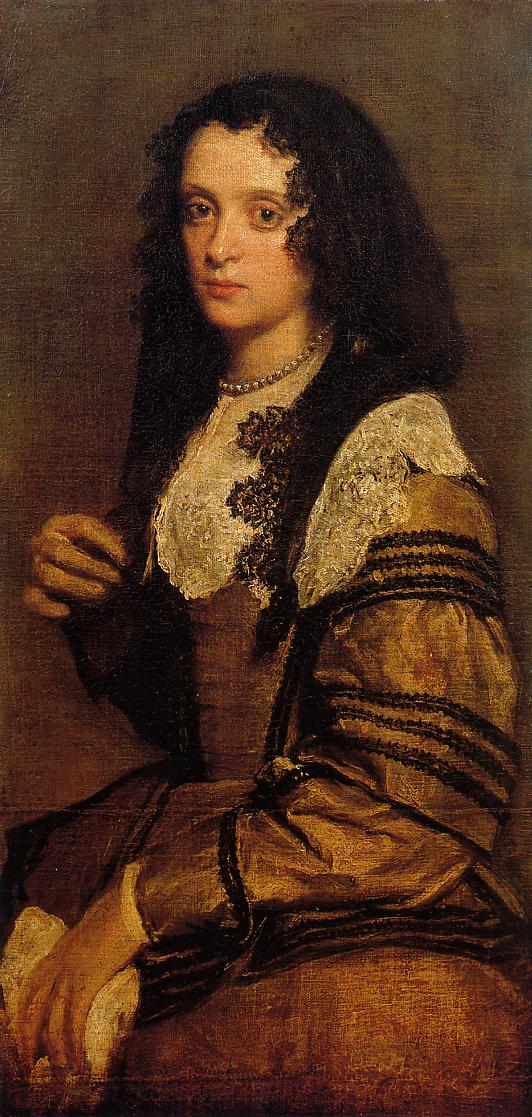
Retrato de mujer joven, pintura de autoría discutida (Gran Bretaña, Chatsworth House).

El uso de amplios escotes por las españolas está atestiguado también por numerosas fuentes literarias. Así el capitán Francisco Santos, en su novela Los Gigantones de Madrid por defuera, aludía a unas damas de la corte vestidas «con un trage tan deshonesto que verdaderamente me parecieron rameras; pues tanto adorno y tan desvergonçado, no permitía más caudal de entendimiento (...) de más de llevar descubierto hasta la media espalda, y trages costosissimos». Siendo los escotes motivo constante de preocupación para los moralistas, se escribieron algunos libros específicamente destinados a condenar las modas deshonestas en el vestir, como el del padre Galindo, elocuentemente titulado: Verdades morales en que se reprehenden y condenan los trages vanos, superfluos y profanos, con otros vicios y abusos que oy se usan, mayormente los escotados deshonestos de las mujeres. Pero no faltaron tampoco quienes salieran en su defensa, alegando que su uso no era inmoralidad sino moda, como sostuvo un tal Godoy en un libro, editado en Sevilla en 1684, titulado Breve satisfación a algunas ponderaciones contra los trajes, que sin más fin que el de ser acostumbrados usan las mujeres de España.
El cuadro ha sido relacionado también con el «Retrato de una dama de superior belleza», cuya identidad no desvela, citado por Antonio Palomino y al que el poeta Gabriel Bocángel dedicó un epigrama publicado en 1637 con La lira de las Musas:

Llegaste los soberanos
Ojos de Lisi a imitar,
Tal, que pudiste engañar
Nuestros ojos, nuestras manos.
Ofendiste su belleza,
Silvio, a todas desigual.
Porque tú la diste igual
Y no la naturaleza.

Fernando Marías, por su parte, encuentra en este retrato de dama escotada «a la moda francesa» un carácter más íntimo que el mostrado por Velázquez en otros retratos de los mismos años y con protagonistas de cierta alcurnia, por lo que no descarta que pueda tratarse, según la vieja propuesta, de su hija Francisca, y que con el Retrato de niña, quizá su nieta, fuese uno de los conservados por el pintor hasta su muerte, citados junto a un autorretrato inacabado en los inventarios de sus bienes.
Guarda indudables similitudes con el retrato de la Wallace Collection otro de autoría discutida, Retrato de mujer joven, conservado en Chatsworth House. Tradicionalmente se atribuía a Velázquez, pero hoy se considera de autor anónimo o acaso del yerno del maestro, Juan Bautista Martínez del Mazo. En 2006, ambos retratos se mostraron juntos en el museo londinense.